# Аббади, Ильяс
Ильяс Аббади (араб. الياس عبادي‎; 21 октября 1992, Медеа, Алжир) — алжирский боксёр, участник летних Олимпийских игр 2012 года в категории до 69 кг, серебряный призёр чемпионата Африки 2011 года.

## Спортивная биография
В 2011 году Ильяс Аббади выиграл свою первую значимую международную награду. На чемпионате Африки в камерунском городе Яунде алжирец стал серебряным призёром, уступив в финале боксёру из Мавритании Джеймсу Кеннеди Сен-Пьеру.
В 2012 году Аббади дебютировал на летних Олимпийских играх в Лондоне. Алжирский боксёр принял участие в соревнованиях в категории до 69 кг и в первом же раунде встретился с хозяином соревнований Фредди Эвансом. Упорной борьбы в поединке не получилось и Аббади уступил будущему серебряному призёру Игр со счётом 10:18.